# Charles T. Collins
Charles Thompson Collins (* 9. März 1938 in Long Branch, New Jersey) ist ein US-amerikanischer Ornithologe. Sein Forschungsschwerpunkt gilt der Familie der Segler (Apodidae).

## Leben
Collins erlangte 1960 den Bachelor of Arts in Biologie am Amherst College. 1962 graduierte er an der University of Michigan zum Master of Science in Zoologie. 1966 wurde er an der University of Florida unter der Leitung von Pierce Brodkorb mit der Dissertation The Comparative Biologie of Two Species of Swifts in Trinidad, W. I. zum Ph.D. in Zoologie promoviert.
Von 1963 bis 1966 war Collins Lehrassistent an der University of Florida in den Lehrgängen Allgemeine Zoologie, Vergleichende Wirbeltieranatomie, Genetik und Evolution. Von 1967 bis 1968 war er Assistant Professor in den Lehrgängen Genetik, Naturgeschichte der Wirbeltiere und Allgemeine Biologie an der Fairleigh Dickinson University. 1968 wurde er Assistant Professor und später Professor in der Fakultät für Biowissenschaften der California State University, wo er in den Lehrgängen Einführung in die Ornithologie und Erweiterte Ornithologie, Umweltenergetik und Allgemeine Biologie unterrichtete.
Collins studierte die Avifauna in den östlichen Vereinigten Staaten. Im Rahmen der Studien zu seiner Doktorarbeit reiste er 1962, 1963 und 1964 nach Trinidad. Kürzere Exkursionen auf diese Insel unternahm er während seiner Postdoc-Phase von 1966 bis 1968. In den Jahren 1964, 1966 sowie 1972 kam er zu Feldstudien nach Venezuela. Ferner besuchte er mehrere westindische Inseln, das nördliche Mexiko, die westlichen Vereinigte Staaten, insbesondere das südliche Kalifornien.
Sein Hauptforschungsinteresse gilt der Brutbiologie und Ökologie von Seglern. Zu seinen weiteren Forschungsprojekten zählen das Wachstum von Vögeln, die Populationsentwicklung beim Inselhäher (Aphelocoma insularis) sowie die Pterylose (Anordnung der Federn) bei der Geburt.
Collins ist Mitglied der American Ornithologists’ Union, der Cooper Ornithological Society, bei Sigma Xi, der Wilson Ornithological Society, der Eastern Bird Banding Association, der Association for Tropical Biology, dem American Institute of Biological Sciences, der Southern California Academy of Sciences sowie bei der Western Bird Banding Association.
Collins schrieb die Beiträge zum Weißbrustsegler und zum Schwarzsegler in der Enzyklopädie Birds of North America. 1991 schrieb er das Kapitel über die Segler und Kolibris in der Encyclopedia of Birds von Joseph Michael Forshaw. 1972 beschrieb er den Orangekehlsegler (Streptoprocne phelpsi).